# Ђурић (презиме)
Ђурић је српско и хрватско патронимик презиме изведено од мушког имена Ђуро.

## Познати људи

### А
- Александар Ђурић (1970– ), југословенски и натурализовани сингапурски фудбалер
- Анте Ђурић (1912–1941), католички жупник

### Б
- Бранко Ђурић (1949– ), српски глумац
- Бранко Ђурић Ђуро (1962– ), босанскохерцеговачки и словеначки глумац

### В
- Вељко Ђурић Мишина (1953– ), српски историчар
- Владета Ђурић (1905–1976), српски фудбалер
- Војислав Ђурић (историчар књижевности) (1912–2006), српски академик и историчар књижевности
- Војислав Ђурић (инжењер) (1914–1977), професор универзитета
- Војислав Ј. Ђурић (1925–1996), српски академик и историчар уметности

### Д
- Димитрије Ђурић (1838–1893), српски генерал, писац и академик
- Драган Ђурић (1954– ), српски привредник и економиста
- Драгица Ђурић (рукометашица) (1963– ), српска рукометашица
- Драгица Ђурић (песникиња), српска песникиња, добитница Бранкове награде
- Дубравка Ђурић (1961– ), српска књижевна критичарка
- Душан Ђурић (глумац) (1939–1969), српски глумац
- Душан Ђурић (фудбалер) (1984– ), српски фудбалер

### Ђ
- Ђорђе Ђурић (1971– ), српски одбојкаш

### Ж
- Желимир Ђурић Жељо (1919–1941), учитељ, учесник Народноослободилачке борбе и народни херој Југославије
- Жељко Ђурић (1952– ), српски италијаниста
- Живота Ђурић (1963–1999), југословенски пилот

### И
- Иван Ђурић (1947–1997), српски историчар и политичар
- Игор Ђурић (1968– ), српски писац

### Ј
- Јанићије Ђурић (1779–1850), секретар Карађорђа Петровића и члан Државног савета

### Љ
- Љиљана Ђурић (1955– ), српска позоришна и телевизијска глумица
- Љубодраг Ђурић (1917–1988), учесник Народноослободилачке борбе и генерал-мајор ЈНА

### М
- Маја Ђурић (1966– ), црногорски историчар уметности
- Марко Ђурић (1983– ), српски политичар
- Милан Ђурић (математичар) (1937–1978), српски математичар
- Милан Ђурић (инжењер) (1920–1988), инжењер грађевинарства и академик САНУ
- Милан Ђурић (фудбалер) (1987– ), српски фудбалер и члан ФК Јагодине
- Милан Ђурић (фудбалер, 1990) (1990– ), босанскохерцеговачки фудбалер
- Милица Ђурић-Топаловић (1893–1972), новинарка и супруга политичара Живка Топаловића
- Милош Н. Ђурић (1892–1967), српски класични филолог
- Миодраг Ђурић (1933–2010), црногорски сликар
- Михаило Ђурић (народни херој) (1917–1942), партизански борац и народни херој, истакао се у бици на Козари
- Михаило Ђурић (академик) (1925–2011), филозоф и социолог, академик САНУ

### Н
- Небојша Ђурић (1955– ), српско-амерички астрофизичар
- Новица Ђурић (1956– ), српски песник, писац и новинар

### П
- Предраг Ђурић (1974– ), стрип сценариста и писац
- Прота Милан Ђурић (1844–1917), свештеник, народни посланик

### Р
- Радослав Ђурић (1906–1980), четнички мајор и пуковник ЈНА
- Рајко Ђурић (1947–2020), ромски и српски писац и политичар

### С
- Слободан Ђурић (1944–1976), српски глумац
- Стефан Ђурић (1989– ), српски R&B, реге хип хоп певач, композитор и продуцент
- Стојан Ђурић (1962– ), српски сликар

### У
- Урош Ђурић (1964– ), српски визуелни уметник